# Matador (canción de Arctic Monkeys)
«Matador» es una canción de Arctic Monkeys. Fue lanzada como una bonus track de la versión japonesa de su segundo álbum, Favourite Worst Nightmare en 2007 y como un sencillo edición limitada "7 en Reino Unido junto con "Da Frame 2R" como b-side, la otra bonus track de la edición japonesa. También fue lanzada como un sencillo vía descarga solamente, esta vez con "Da Frame 2R" como la canción líder (de apertura).
La razón dada por Domino Records para este lanzamiento limitado es para prevenir a los fanes de occidente de tener que comprar la versión japonesa más cara de Favourite Worst Nightmare para tener las canciones extras.

## Lista de canciones

### 7"
1. «Matador» - 4:59
2. «Da Frame 2R» - 2:22

### Versión descarga
1. «Da Frame 2R» - 2:22
2. «Matador» - 4:59

- Datos: Q3700663